# Camptoplites marchemarchadi
Camptoplites marchemarchadi är en mossdjursart som beskrevs av Redier och Jean-Loup d'Hondt 1976. Camptoplites marchemarchadi ingår i släktet Camptoplites och familjen Bugulidae. Inga underarter finns listade i Catalogue of Life.